# Річки острова Вайт
Річки острова Вайт — це короткі водні артерії, що течуть переважно з півдня та південного заходу на північ до протоки Солент та північний схід до Ла-Маншу. Всі вони відносяться до басейну Атлантичного океану.
Оскільки площа острова незначна - кількість річок невелика й довжина їх теж незначна, коливається в межах 20-10 км і менше. При впадінні в морські протоки річки формують глибокі ущелини та внутрішні заплави. Найхарактерніша річка Медіна, яка своєю заплавою глибоко врізається в острів, аж до містечка Ньюпорт.
Живлення цих річок дощове, більшість з них не пересихають, отримуючи внутрішні водні ресурси. По берегах річок, у їх похилих берегах, місцеві мешканці розвивають сільське господарство: городництво та випас вівців.
Місцеві люди виводять ще один річковий топонім із назвою Річка Солент  (River Solent), так іони називають саме протоку Солент,адже в давні часи вона саме й була річкою.І широке гирло цієї річки внаслідок тектонічних впливів перетворилося в морську протоку. Але це не завада жителям острова згадувати цю давню річку.

## Перелік річок острова Вайт
- Баддл Брук (Buddle Brook);
- Кол Борн (River Caul Bourne);
- Медіна (River Medina);
- Ньютаун (Newtown River);
- Вуттон Крік (Wootton Creek);
- Істен Яр (Eastern Yar);
- Вестен Яр (Western Yar).

Всі інші потоки надто менші по довжині й живлять собою саме ці річки острова.